# Verkroppen (bouwkunde)
Verkroppen is een term uit onder andere de bouwwereld die op bepaalde, ruwweg gebogen, vormgevingen duidt van bouwelementen, onderdelen en gereedschappen. Er wordt onder meer ook wel gesproken over verkropt of verkropping.

## Gevels

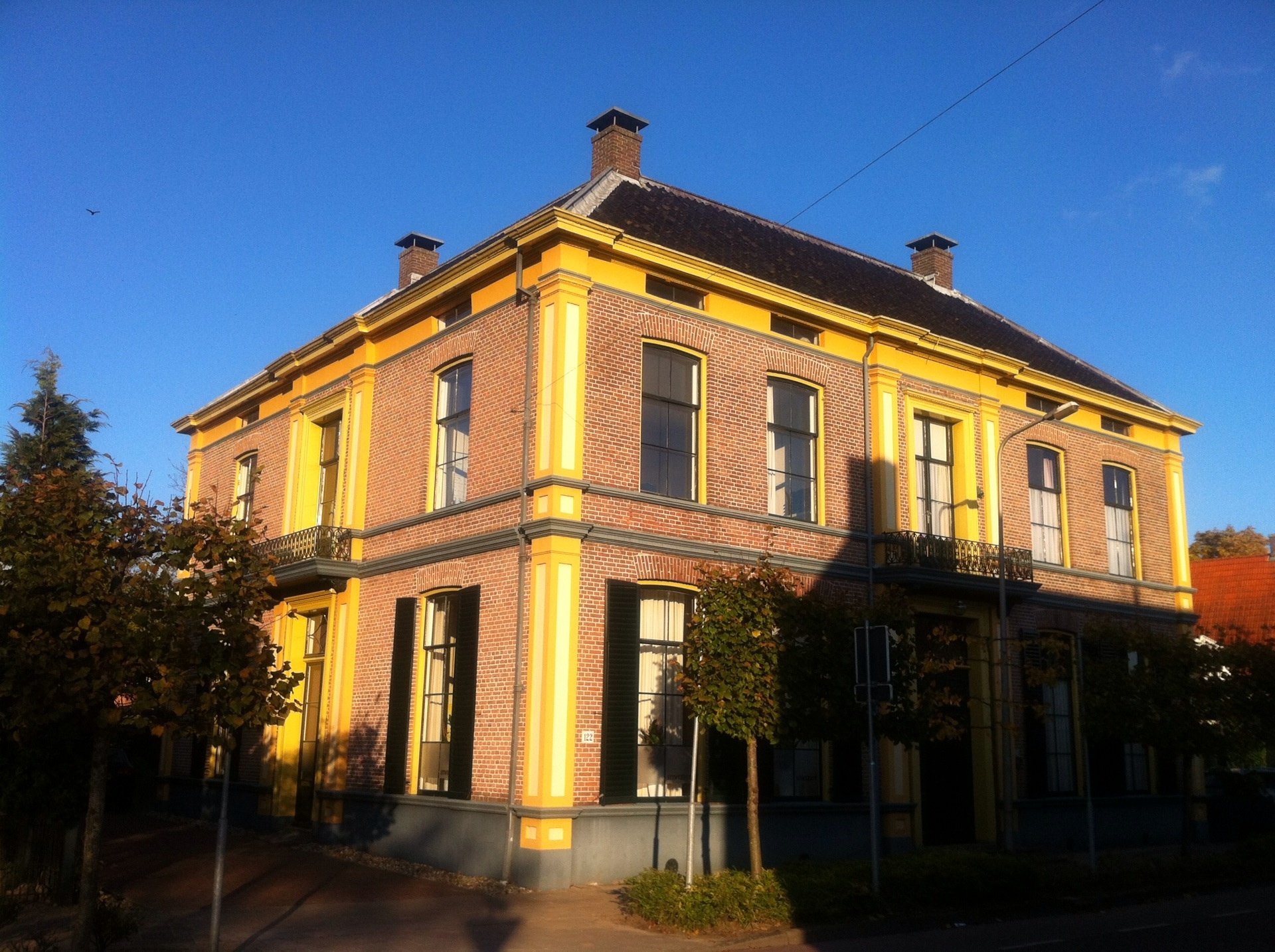
Gebouw met verkroppingen. Onder meer op de hoeken van het gebouw is bij de aansluiting van de pilaster naar de kroonlijst laatstgenoemde verkropt.

Bij (buiten)gevels wordt het toegepast bij overgangen van horizontale naar verticale elementen die niet in hetzelfde vlak liggen, bijvoorbeeld een pilaster steekt voor de muur met kroonlijst uit. De kroonlijst zal in dit geval over de pilaster worden aangebracht, door middel van het in verstek aanbrengen van de lijst, zodat een esthetisch geheel ontstaat. In plaats van verkropt wil men ook wel spreken over verstekt, omgetrokken of (om)gekornist.

## Onderdelen
Onderdelen zoals hang-en-sluitwerk kunnen om praktische redenen voorzien zijn van een hoek of knik in het ontwerp waardoor ze een (om)gebogen vormgeving hebben. Men spreekt in dat verband bij bepaalde vormgevingen ook wel van bijvoorbeeld een verkropt scharnier indien de scharniervleugels niet in hetzelfde vlak liggen.

## Overige

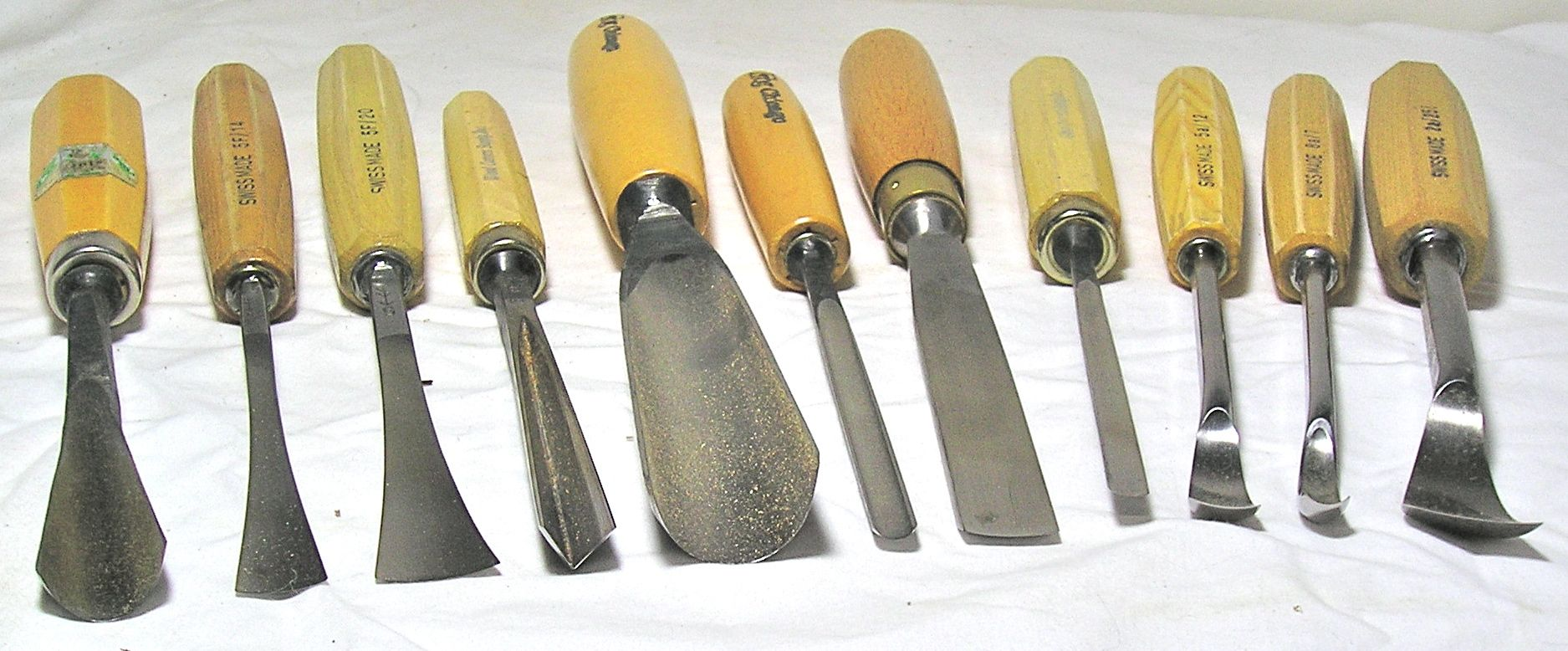
Verschillende gutsen. De drie aan de rechterzijde in de foto zijn verkropte gutsen.

Ook bij gereedschappen kent men de term verkropt. Bijvoorbeeld in de houtbewerking kent men verkropte gutsen wat er in dat geval op duidt dat in het blad van de guts over de lengte een kromming is aangebracht.